# Conclave de setembro de 1590
O Conclave de setembro de 1590 foi a reunião de eleição papal realizada após a morte do Papa Sisto V. Durou de 7 a 15 de setembro de 1590.
O Papa Sisto V morreu em 27 de agosto de 1590. Durante seu pontificado, ele reformou a Cúria Romana, que cria a congregações permanentes, e do Colégio Cardinalício, que agora tem que contar mais de 70 membros. Muitas vezes, é também considerado como o último papa da Contra-Reforma. Na fase final do seu papado, o maior problema político foi uma guerra religiosa em França, onde o Papa Sisto V apoiou com veemência a Liga Católica e excomungou Henrique de Navarra.
Cinquenta e quatro dos sessenta e sete cardeais entraram no conclave. Acabou eleito o cardeal Giovanni Battista Castagna, assumindo o nome de Papa Urbano VII.

## Cardeais votantes

Brasão papal de Sua Santidade o papa Urbano VII

| Consistóro                    | Set 1590 |
| ----------------------------- | -------- |
| Dezembro 1553                 | 1        |
| Consistórios de Júlio III     | 1        |
| Janeiro 1560                  | 1        |
| Fevereiro 1561                | 4        |
| Março 1565                    | 3        |
| Consistórios de Pio IV        | 8        |
| Março 1566                    | 1        |
| Março 1568                    | 1        |
| Maio 1570                     | 4        |
| Consistórios de Pio V         | 6        |
| Novembro 1576                 | 1        |
| Março 1577                    | 1        |
| Fevereiro 1578                | 2        |
| Dezembro 1578                 | 1        |
| Dezembro 1583                 | 16       |
| Julho 1584                    | 1        |
| Consistórios de Gregório XIII | 22       |
| Maio 1585                     | 1        |
| Dezembro 1585                 | 6        |
| Novembro 1586                 | 8        |
| Agosto 1587                   | 1        |
| Dezembro 1587                 | 7        |
| Julho 1588                    | 1        |
| Dezembro 1588                 | 2        |
| Dezembro 1589                 | 4        |
| Consistórios de Sisto V       | 30       |
| Total                         | 67       |

| Criado por                 | Cardeais | Por Cento |
| -------------------------- | -------- | --------- |
| Papa Júlio III (JIII)      | 01       | 1,49 %    |
| Papa Pio IV (PIV)          | 08       | 11,94 %   |
| Papa Pio V (PV)            | 06       | 8,96 %    |
| Papa Gregório XIII (GXIII) | 022      | 32,84 %   |
| Papa Sisto V (SV)          | 030      | 44,78 %   |
| Total                      | 67       | 100 %     |

### Cardeais Bispos
| Nº | Nome                                    | Consistório    | Papa |
| -- | --------------------------------------- | -------------- | ---- |
| 1  | Giovanni Antonio Serbelloni             | Janeiro 1560   | PIV  |
| 2  | Alfonso Gesualdo                        | Fevereiro 1561 | PIV  |
| 3  | Innico d'Avalos d'Aragona, O.S.Iacobis. | Fevereiro 1561 | PIV  |
| 4  | Marco Antônio Colonna                   | Março 1565     | PIV  |
| 5  | Tolomeo Gallio                          | Março 1565     | PIV  |
| 6  | Gabriele Paleotti                       | Março 1565     | PIV  |

### Cardeais Presbíteros
| Nº | Nome                                      | Consistório    | Papa  |
| -- | ----------------------------------------- | -------------- | ----- |
| 7  | Girolamo Simoncelli                       | Dezembro 1553  | JIII  |
| 8  | Markus Sitticus von Hohenems              | Fevereiro 1561 | PIV   |
| 9  | Ludovico Madruzzo                         | Fevereiro 1561 | PIV   |
| 10 | Michele Bonelli, O.P.                     | Março 1566     | PV    |
| 11 | Antonio Carafa                            | Março 1568     | PV    |
| 12 | Giulio Antonio Santori                    | Maio 1570      | PV    |
| 13 | Girolamo Rusticucci                       | Maio 1570      | PV    |
| 14 | Nicolas de Pellevé                        | Maio 1570      | PV    |
| 15 | Gian Girolamo Albani                      | Maio 1570      | PV    |
| 16 | Pedro De Deza                             | Fevereiro 1578 | GXIII |
| 17 | Giovanni Vincenzo Gonzaga, O.S.Io.Hieros. | Fevereiro 1578 | GXIII |
| 18 | Giovanni Antonio Facchinetti              | Dezembro 1583  | GXIII |
| 19 | Giovanni Battista Castagna                | Dezembro 1583  | GXIII |
| 20 | Alexandre Otaviano de Médici              | Dezembro 1583  | GXIII |
| 21 | Giulio Canani                             | Dezembro 1583  | GXIII |
| 22 | Niccolò Sfondrati                         | Dezembro 1583  | GXIII |
| 23 | Anton Maria Salviati                      | Dezembro 1583  | GXIII |
| 24 | Agostino Valier                           | Dezembro 1583  | GXIII |
| 25 | Vincenzo Lauro                            | Dezembro 1583  | GXIII |
| 26 | Filippo Spinola                           | Dezembro 1583  | GXIII |
| 27 | Scipione Lancelotti                       | Dezembro 1583  | GXIII |
| 28 | Giovanni Battista Castrucci               | Dezembro 1585  | SV    |
| 29 | Federico Cornaro (Sr.), O.S.Io.Hieros.    | Dezembro 1585  | SV    |
| 30 | Domenico Pinelli                          | Dezembro 1585  | SV    |
| 31 | Ippolito Aldobrandini, sênior             | Dezembro 1585  | SV    |
| 32 | Girolamo della Rovere                     | Novembro 1586  | SV    |
| 33 | Girolamo Bernerio, O.P.                   | Novembro 1586  | SV    |
| 34 | Antonio Maria Galli                       | Novembro 1586  | SV    |
| 35 | Costanzo da Sarnano, O.F.M.Conv.          | Novembro 1586  | SV    |
| 36 | William Allen                             | Agosto 1587    | SV    |
| 37 | Scipione Gonzaga                          | Dezembro 1587  | SV    |
| 38 | Antonio Maria Sauli                       | Dezembro 1587  | SV    |
| 39 | Giovanni Evangelista Pallotta             | Dezembro 1587  | SV    |
| 40 | Juan Hurtado de Mendoza                   | Dezembro 1587  | SV    |
| 41 | Giovanni Francesco Morosini               | Julho 1588     | SV    |
| 42 | Mariano Pierbenedetti                     | Dezembro 1589  | SV    |
| 43 | Gregorio Petrocchini, O.E.S.A.            | Dezembro 1589  | SV    |

### Cardeais Diáconos
| Nº | Nome                           | Consistório   | Papa  |
| -- | ------------------------------ | ------------- | ----- |
| 44 | Simeone Tagliavia d'Aragonia   | Dezembro 1583 | GXIII |
| 45 | Francesco Sforza               | Dezembro 1583 | GXIII |
| 46 | Alessandro Peretti di Montalto | Maio 1585     | SV    |
| 47 | Ippolito de Rossi              | Dezembro 1585 | SV    |
| 48 | Girolamo Mattei                | Novembro 1586 | SV    |
| 49 | Benedetto Giustiniani          | Novembro 1586 | SV    |
| 50 | Ascânio Colonna                | Novembro 1586 | SV    |
| 51 | Frederico Borromeu             | Dezembro 1587 | SV    |
| 52 | Agostino Cusani                | Dezembro 1588 | SV    |
| 53 | Francesco Maria Del Monte      | Dezembro 1588 | SV    |
| 54 | Guido Pepoli                   | Dezembro 1589 | SV    |

### Cardeais ausentes

#### Cardeais Presbíteros
| Nº | Nome                          | Consistório   | Papa  |
| -- | ----------------------------- | ------------- | ----- |
| 55 | André da Áustria              | Novembro 1576 | GXIII |
| 56 | Gaspar de Quiroga y Vela      | Dezembro 1578 | GXIII |
| 57 | Rodrigo de Castro Osorio      | Dezembro 1583 | GXIII |
| 58 | François de Joyeuse           | Dezembro 1583 | GXIII |
| 59 | Jerzy Radziwiłł               | Dezembro 1583 | GXIII |
| 60 | Charles II de Bourbon-Vendôme | Dezembro 1583 | GXIII |
| 61 | Enrico Caetani                | Dezembro 1585 | SV    |
| 62 | Philippe de Lenoncourt        | Novembro 1586 | SV    |
| 63 | Pierre de Gondi               | Dezembro 1587 | SV    |

#### Cardeal Diácono
| Nº | Nome                                       | Consistório   | Papa  |
| -- | ------------------------------------------ | ------------- | ----- |
| 64 | Albrecht VII Habsburg                      | Março 1577    | GXIII |
| 65 | Andrew Báthory                             | Julho 1584    | GXIII |
| 66 | Hugues Loubenx de Verdalle, O.S.Io.Hieros. | Dezembro 1587 | SV    |
| 67 | Carlo di Lorena                            | Dezembro 1589 | SV    |